# Brandy snap
Un brandy snap est un dessert populaire au Royaume-Uni ainsi qu'en Irlande, Australie et Nouvelle-Zélande. Les brandy snaps ont une forme cylindrique. Ces rouleaux fragiles et sucrés, cuits au four, mesurent typiquement 10 cm de long et ont un diamètre de 2 cm.
Les brandy snaps sont généralement composés d'un mélange de golden syrup (sirop de sucre roux), farine, gingembre, crème, sucre et beurre et sont cuits brièvement sous forme de galettes, lesquelles sont ensuite enroulées tant qu'elles sont chaudes et molles. Contrairement à ce que leur nom pourrait laisser penser, les brandys snaps ne contiennent pas de brandy. Ils sont parfois remplis de crème fouettée et bouchés aux extrémités avec du chocolat au lait recouvert d'amandes torréfiées. Si la méthode anglaise requiert du golden syrup, celui-ci peut être remplacé par du glucose dans le cas de la méthode française.

## Histoire
Le terme « brandy snaps » apparaît pour la première fois comme référence dans le glossaire de John Trotter Brockett en 1825, intitulé A Glossary of North Country Words in Use, dans lequel l'auteur suggère que le nom viendrait du terme anglais « branded », utilisé dans le sens de « brûlé ».
Les brandy snaps sont également un snack populaire vendus à la foire annuelle de Hull chaque octobre. Les produits vendus à la foire de Hull sont traditionnellement préparés par Wright and Co à Brighouse, West Yorkshire.

## Dans les médias
La préparation de 50 brandy snaps est l'objectif imposé par Mercotte lors de la 7e épreuve technique de la saison 4 de l'émission Le Meilleur Pâtissier.